# 茎

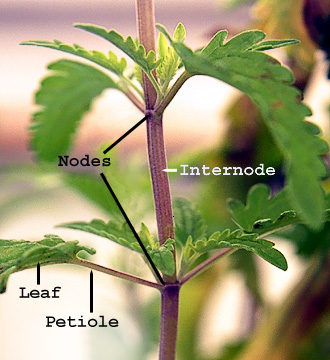
呈現節間和節的一段莖；節上有葉柄

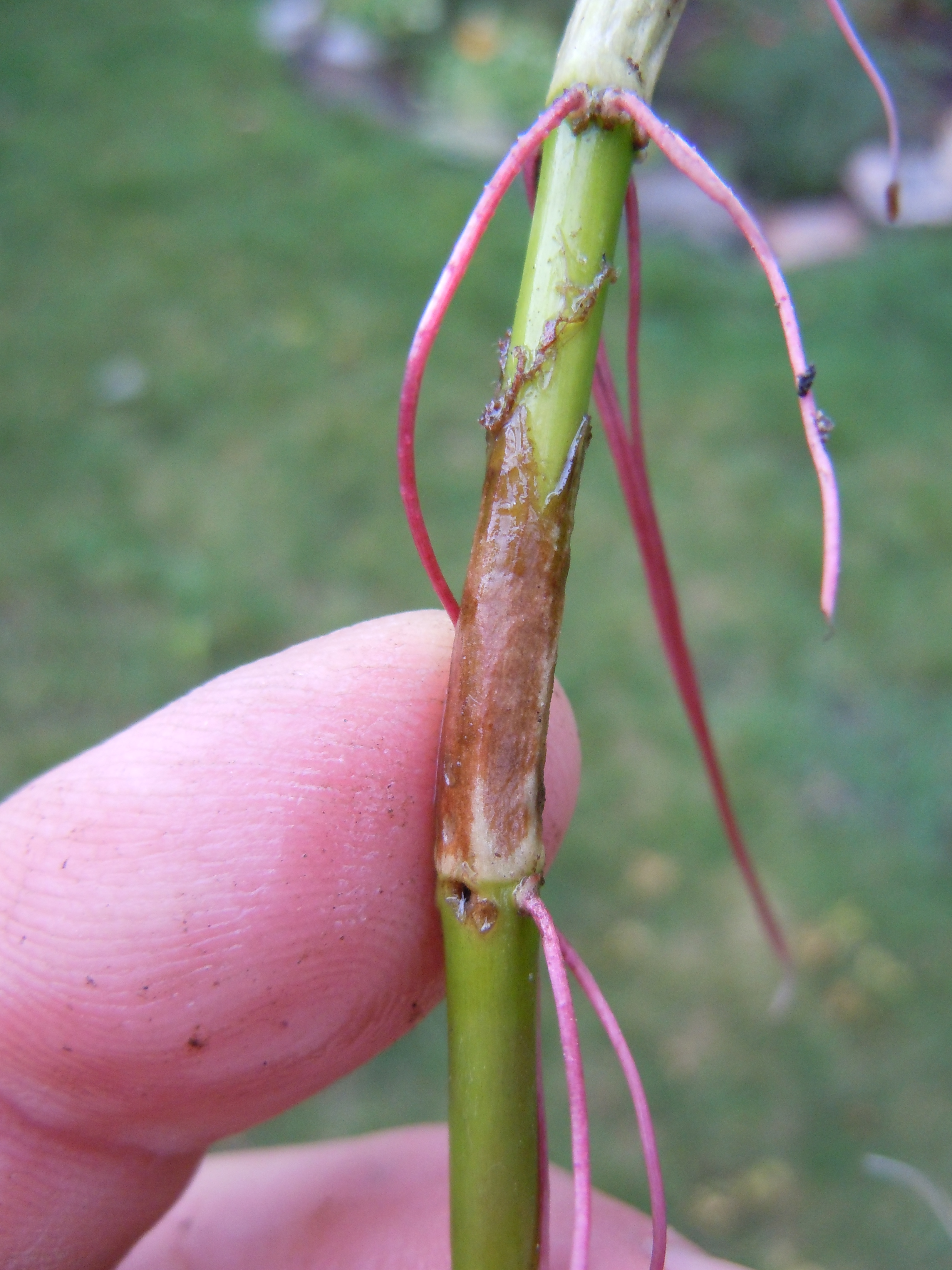
兩棲蓼的地上莖已經失去了葉子，但正在從節點產生不定根。

莖是植物的营养器官之一，是大多数植物可见的主幹，也是維管植物兩個主要結構之一，另一個是根。莖可分为生長葉片的節點（或作「結節」）與節間兩部分，且通常在地面之上；若生於地面下則稱為地下莖。茎下接根，通过木质部将根部吸收到的水分和礦物質往上运输到各部分。

## 莖的演化
最早擁有莖的植物為現已絕種的庫氏裸蕨，現存則是松葉蕨，他們沒有真正的根、葉。因此維管束植物（導管植物）中，最早出現的器官是莖，根葉則是由莖演化而成。

## 莖的分支與節
幼莖會發展為 主莖（主幹）與 支莖（側枝），它們都是由芽發育而成的。主莖的大部分由種子的胚芽發育而來，只有小部分是由胚軸發育而來；支莖則由主莖上的側芽發育而成。
植物的節，又稱 莖節、節點（不一定為點狀，可為環狀），是“葉”生長的地方（一般長有一片或多片葉子），也是枝條或花的“芽”萌發處（節點上的芽通常位於葉腋處，稱為腋芽，屬於側芽的一種），可發育成新的枝條或花。此外，“不定根”也可以從節生長。
兩個相鄰節點間的區域，是莖上的節間。

## 茎的横切面
由外往内可分为表皮（Epidermis），内面的一层皮质的结构因植物而异，可以是厚壁组织，厚角组织和薄壁组织。
雙子葉木本莖的剖析構造中，由外而內為周皮（木栓層、木栓形成層、綠皮層）、韌皮部、維管束形成層、木質部、髓。其中周皮、韌皮部合稱樹皮。
莖的橫切面也是雙子葉、單子葉的分辨指標。雙子葉橫切面中維管束排列為環形；單子葉則為散生，排列不一。

## 茎的變態
有些植物的莖，其功用已經特化不只是支持和運輸的功能，其形態也不只是著生枝葉，稱為變態莖。
常見的有馬鈴薯的塊莖、仙人掌的肉質莖、洋蔥和百合的鱗莖、荸薺和甘藍的球莖、薑的根莖、草莓的走莖、葡萄的卷鬚（莖卷鬚），還有莖（枝條）特化成葉狀的蘆筍。